# العمارة السكنية في القاهرة التاريخية
القاهرة التاريخية تغطي المساحة التي بنيت خلال العصر الفاطمي والأيوبي والمماليك والعثماني والحملة الفرنسية على القاهرة وحتى عصر محمد علي باشا

القاهرة التاريخية تغطي مساحة قدرها حوالي 32 كيلومترا مربعا على الضفة الشرقية لنهر النيل وتحيط بها الأحياء الحديثة من القاهرة الكبرى.
قدم مشروع الإحياء العمراني للقاهرة التاريخية في التقرير الأول لأنشطته (من يوليو 2010 إلى يونيو 2012) خريطة
للمقارنة بين حدود ممتلك التراث العالمي اليونسكو المقترحة من قبل المشروع وحدود المنطقة العازلة وبين حدود المؤسسات الأخرى مثل المجلس الأعلى للآثار

القاهرة التاريخية شهدت العديد من النماذج السكنية الناجحة في التصميم. تم مراعاة وإدراج العوامل البيئية والاجتماعية في تصميم مختلف النماذج السكنية ببراعة خلال العصر المملوكي والعثماني وحتى القرن التاسع عشر.
في الأجزاء القادمة شوف يتم شرح هذه النماذج السكنية في العصور المختلفة بإيجاز.

## أنواع نماذج العمارة السكنية خلال العصر المملوكي والعصر العثماني

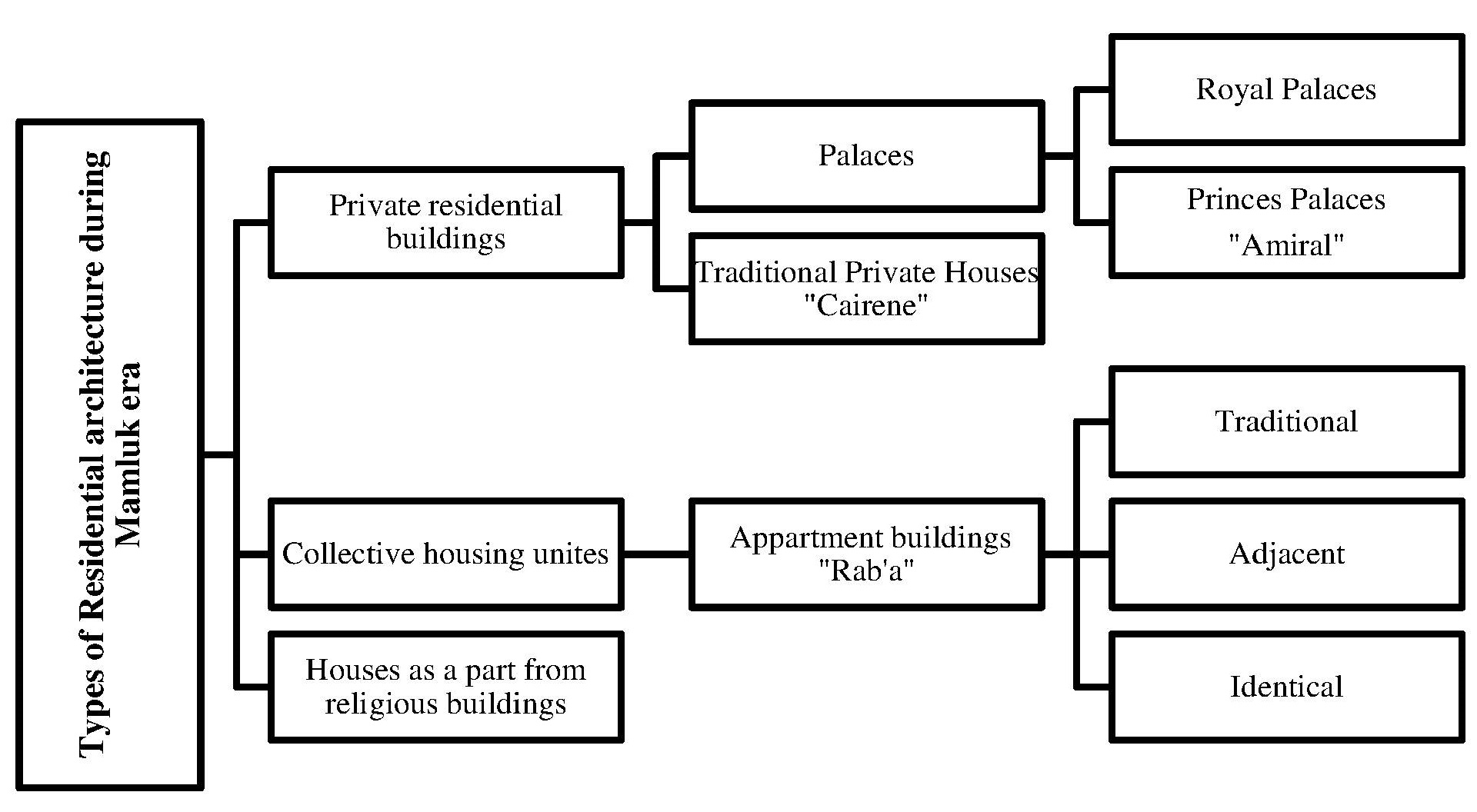
أنواع نماذج العمارة السكنية خلال العصر المملوكي والعصر العثماني

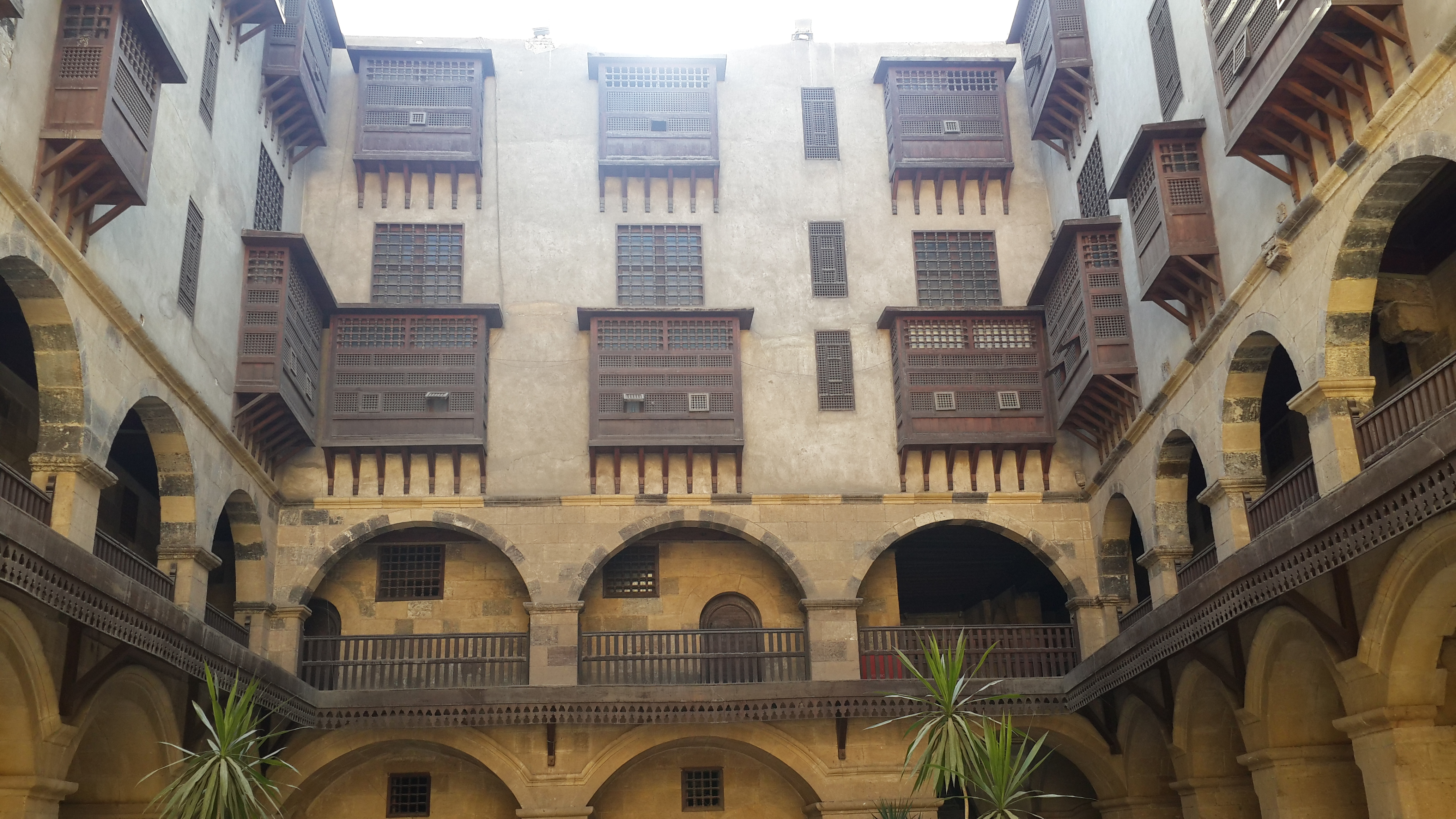
البيوت السكنية المجمعه "ربع" وكالة بازرعه - بنيت في القرن السابع عشر- اثر رقم 398

العصر المملوكي والعثماني كانوا اغنياء بالانواع المختلفه من العمارة السكنية. الأنواع الرئيسية من لهذه المباني السكنية هي: القصور، المنازل الخاصة «تدعي المنازل القاهرية»، المباني السكنية المجمعة «تسمي بالربوع» وكذلك المباني السكنية الملحقه بالمباني الدينية 
.
كل نوع من هذه الانواع له مميزاته الخاصة به والتي تميزه عن الانواع الاخري من النماذج السكنية ولحسن الحظ يوجد علي قيد الحياه نماذج السكنيه في القاهرة

تعاريف الانواع المختلفه للعمارة السكنية خلال العصر المملوكي والعثماني ستكون على النحو التالي:
ا.القصور: كانت مباني كبيره وفاخرة وكانت تستخدم أيضا للاجتماعات الرسمية والمناسبات.
ب. المنزل الخاص «تدعي المنزل القاهرية»: تشمل العمارة السكنية التقليدية في القاهرة في الفترة من أواخر عصر المماليك (1259 – 1517) وحتي طوال العصر العثماني (1517 – 1805)، حيث كانت فكرة المنازل الخاصة منتشرة.
ج. ربوع: هي منازل جماعية للاشخاص ذوي الدخل المحدود أو التجار وأسرهم. وهي تقع فوق المباني الوكالات وتقع في الطابق العلوي للوكالة ولها مدخل منفصل، أو في بعض الاحيان توجد الربوع في مبان منفصلة

## المميزات الأسلوبية في تصميم المباني السكنية المملوكية والعثمانية

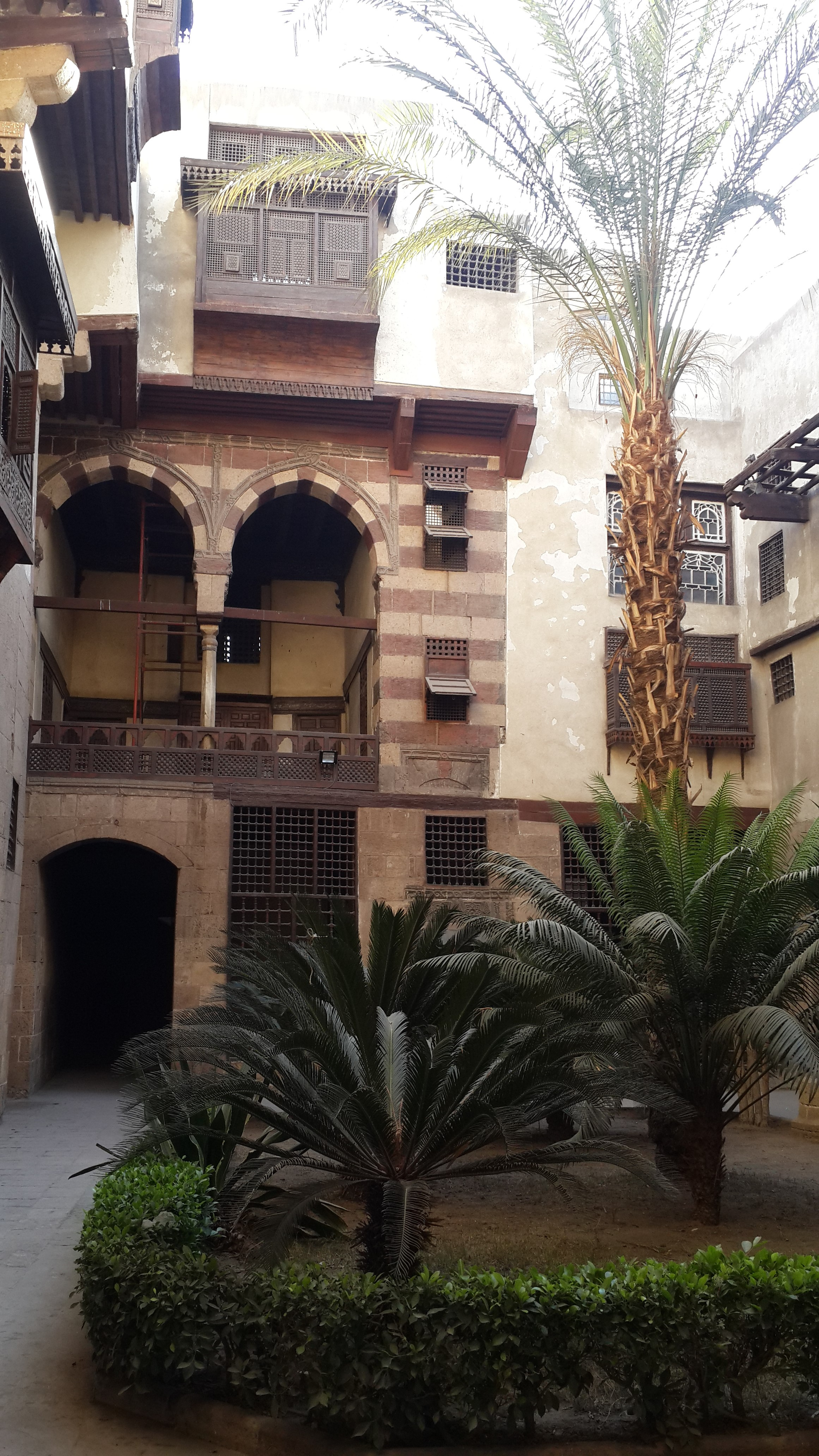
"المقعد" و"الفناء الداخلي" في بيت السحيمي في القاهرة التاريخية - من قبل إحسان ع. رسلان

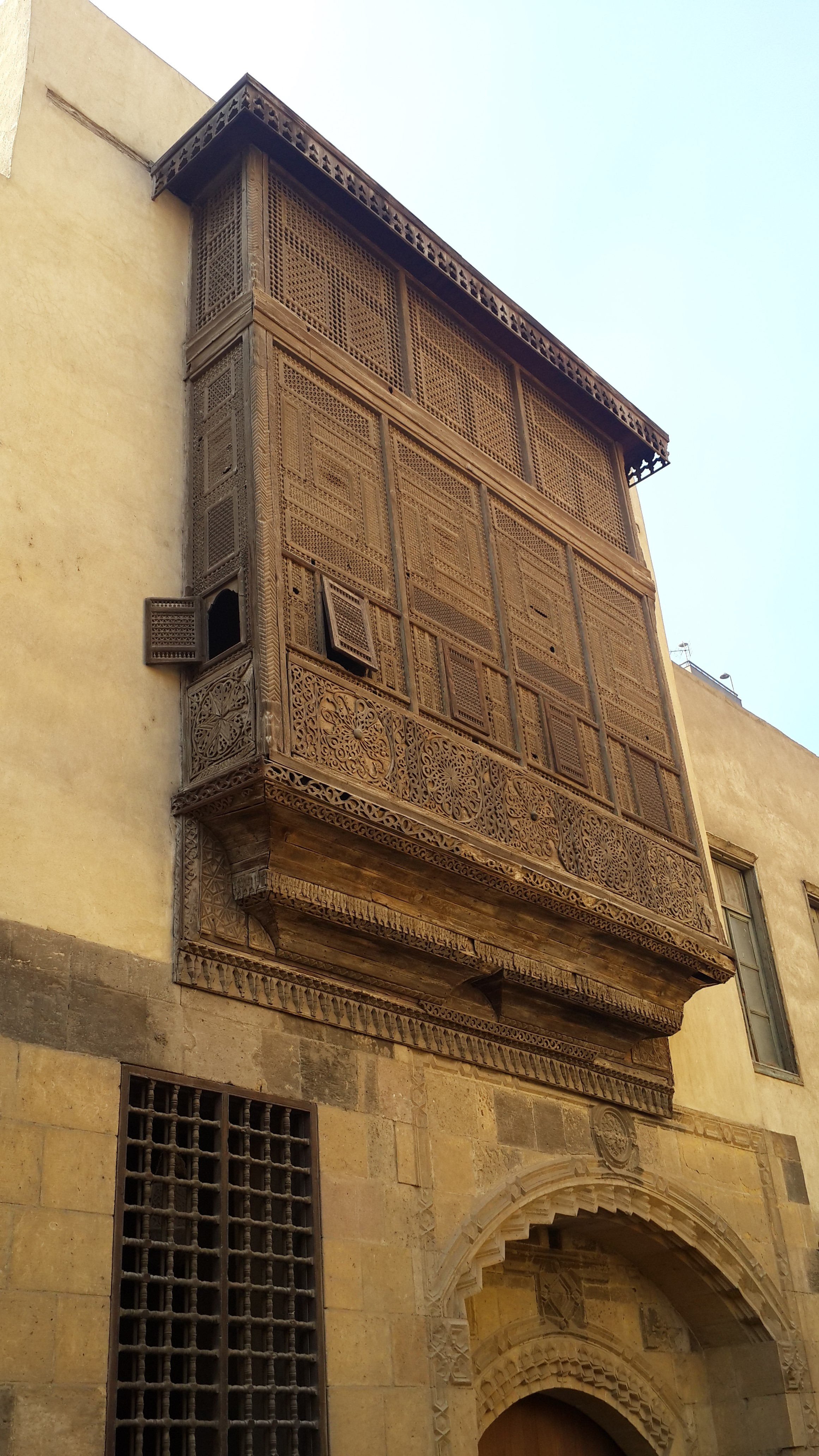
"المشربية" في بيت السادات في القاهرة من قبل إحسان ع. رسلان

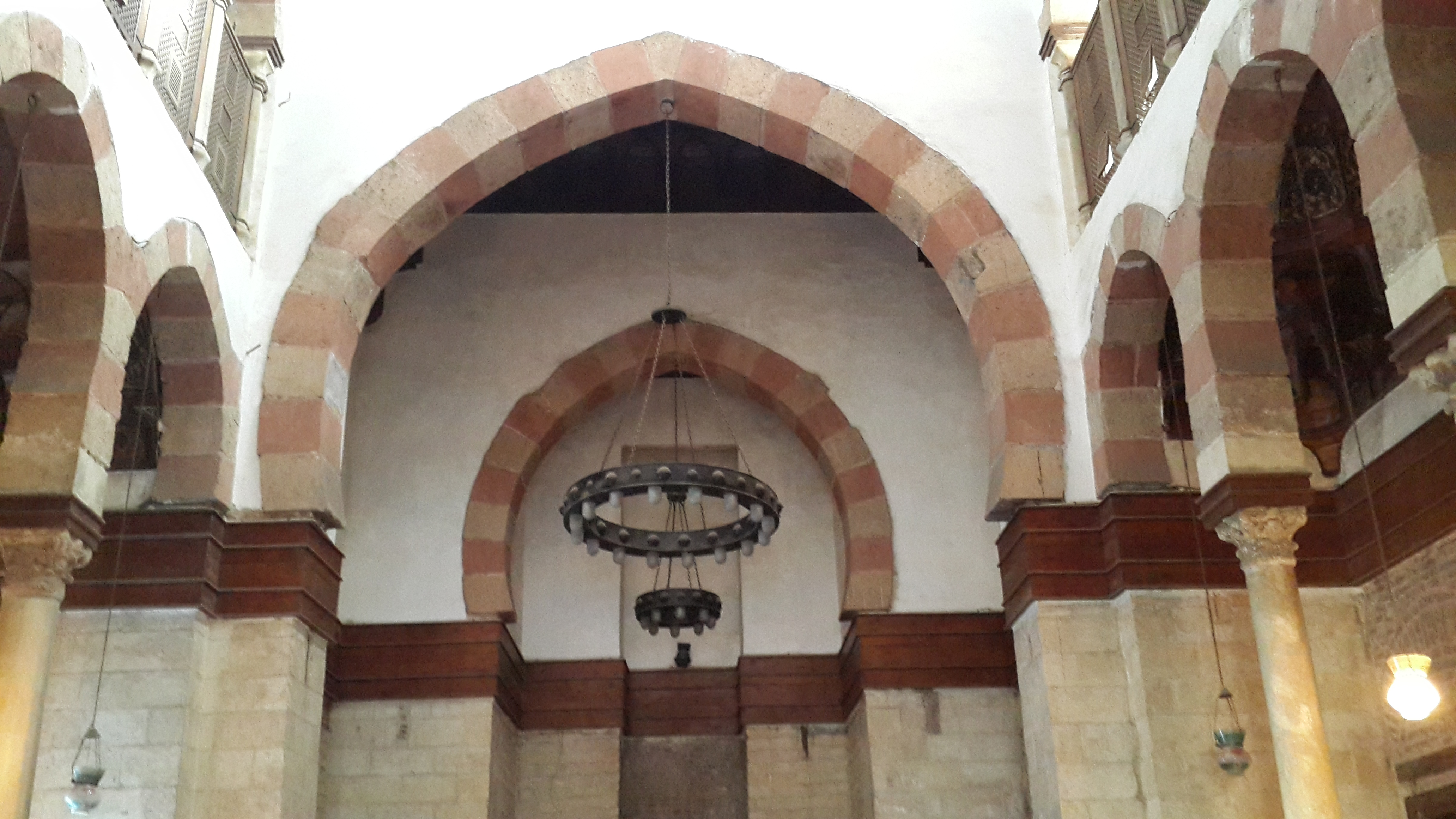
قاعة الاستقبال "القاعة الرئيسية" في القصر بشتاك من قبل إحسان ع. رسلان

الميزات الأسلوبية هي العناصر الأساسية التي أثرت على تصميم المساكن لتحقيق الخصوصية كجانب اجتماعي ومعالجة للظروف المناخية كجانب بيئي وبالتالي اثرت العوامل الاجتماعية والبيئية في تشكيل هذه المميزات الاسلوبيه وادت الي ظهور معالجات معمارية مختلفة في تصميم المساكن خلال العصر المملوكي والعصر العثماني.
الميزات الاسلوبية علي مستوي المسقط الافقي هي:
- مدخل المنكسر
- الفناء الداخلي
- فراغ استقبال الضيوف يدعي «سلاملك» ويشمل ما يلي:
  - قاعة الاستقبال الرئسية «قاعة»
  - التختبوش
- فراغ لاقامة ومعيشية الاسره ويدعي «حراملك» ويشمل ما يلي
  - منطقة لجلوس الاسره وتدعي «مقعد»

المميزات الاسلوبية علي مستوي الواجهات والقطاعات هي:
- المشربية
- الملقف
- الواجهات الخارجية وخصائص الفتحات
- مواد البناء

تعاريف هذه المميزات الاسلوبية ستكون على النحو التالي:

### المدخل المنكسر
هو مدخل منحني داخل البيت لتحقيق الخصوصية بعدم رؤية المارة للسكان داخل البيت ويؤدي الي الفناء

### الفناء الداخلي
هو فراغ مربع أو مستطيل مفتوح في وسط المنزل محاط بعناصر البيت مثل القاعة والتختبوش

### فراغ استقبال الضيوف يدعي «سلاملك»
إنها مساحة لاستقبال الضيوف من الرجال وهو يقع في الطابق الأرضي يتكون من «القاعات» و«التختبوش»

### قاعة الاستقبال الرئسية «قاعة»
وهي قاعة كبيرة لاستقبال الضيوف و غالبا ما تقع في الدور الارضي من المنزل

### التختبوش
منطقة جلوس واستقبال عامة الناس في الطابق الأرضي

### فراغ لاقامة ومعيشية الاسره ويدعي «حراملك»
وهو مكان مخصص للنساء والأطفال للاغراض المعيشية وللنوم وهي تقع في الطوابق العليا، الطابق الأول، ولها مدخل مستقل

### منطقة لجلوس الأسرة وتدعي «مقعد»
فراغ في الدور الأول يطل على الفناء الداخلي ومتصل بفراغ المعيشية وهو مخصص لجلوس أفراد الأسرة والأقارب.

### المشربية
هي ألواح خشبية مثقوبة توضع على الشبابيك بين فراغ الحراملك وكل من الفراغات التالية: السلاملك والفناء الداخلي والشارع.

### الملقف
وهو هيكل مربع الشكل يبني على السطح وعادة ما يبني فوق سقف قاعة الاستقبال أو الممرات الجانيبة للقاعة ويحتوي على سقف مائل من الطوب أو الخشب أو الزجاج.

### الواجهات الخارجية وخصائص الفتحات
يجب أن تكون الفتحات في الدور الارضي مبنية على ارتفاع يضمن عدم رؤية أهل البيت من الخارج. فتحات في الطابق الأرضي يجب أن تكون صغيرة ومغطاة. نوافذ الطوابق العليا تكون عادة أكبر بحيث تسمح بدخول الإضاءة والتهوية ولكن يجب أن يراعي في مناسيبها خصوصية الجار.

## أنواع نماذج العمارة السكنية خلال القرن التاسع عشر

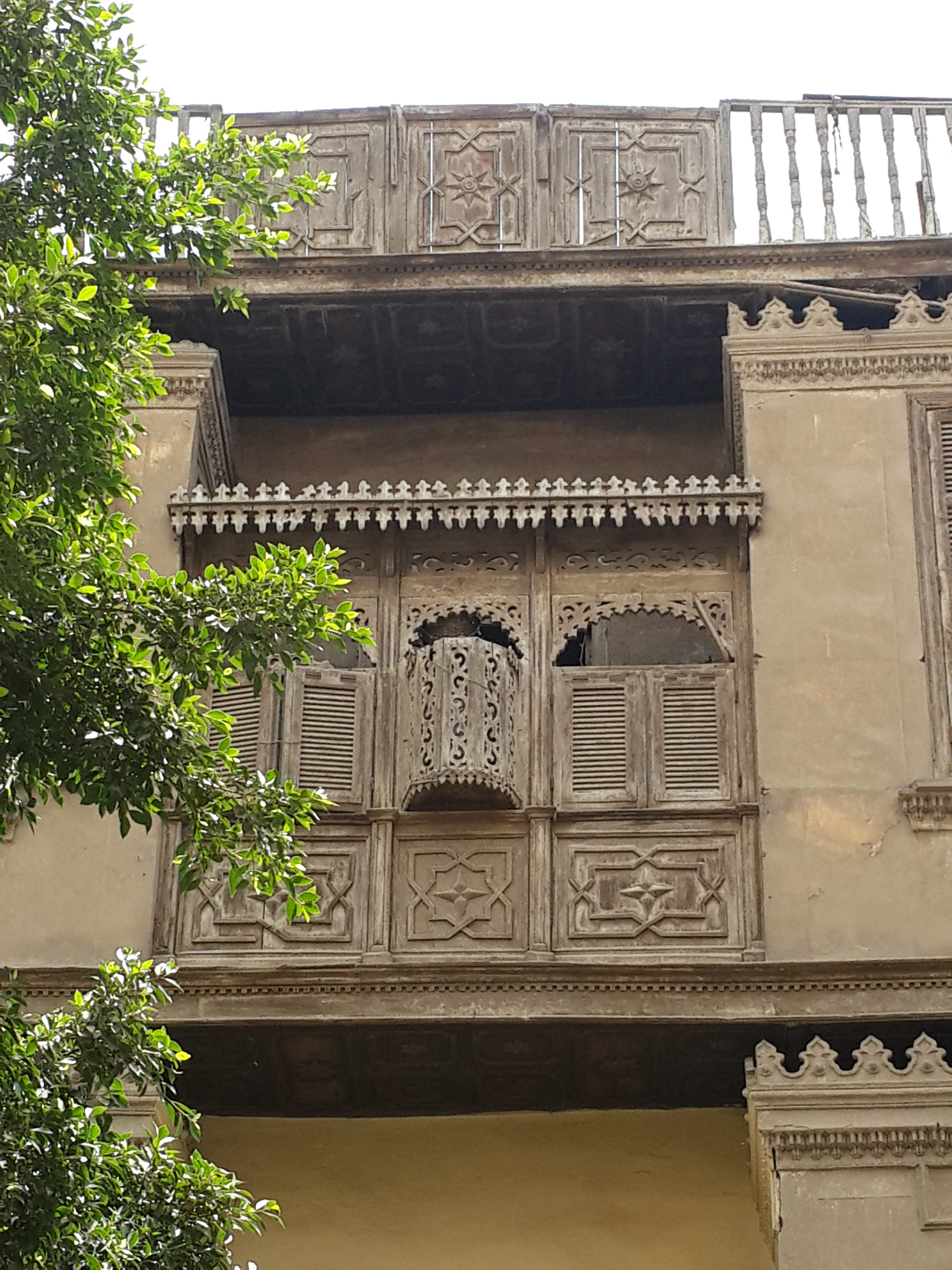
بيت الغندور - القرن التاسع عشر - القاهره التاريخيه - 2016

تنتمي المنازل السكنية من القرن ال19 التي تقع في منطقة القاهرة التاريخية إلى فئة الطبقة الوسطى.
تأثرت هذه البيوت السكنية بمباني العصر المملوكي والعثماني في الشكل الخارجي ولكن يوجد تشابه واضح بينها وبين البيوت التركيه من حيث تصميم المسقط الافقي.
هناك ثلاثة أنواع رئيسية من المنازل من القرن 19. هذه الأنواع تصنف وفقا لتصميم المنزل وعدد من الأسر التي تعيش في الداخل، على النحو التالي:

### منزل العائلة الواحدة
هذه البيوت تم تصميمها لاستيعاب عائلة واحدة واقاربهم، بالإضافة إلى الخدم والحراس والمساعدين. بيت سكر مثال لهذا النوع فهو يحتوي على أكثر من طابق واحد فوق سطح الأرض. عائلة صاحب البيت كانت تعيش في الطابق الأول. اما طابق الميزانين فكان للتخزين والمطبخ وإقامة الخدم.

### مجموعة من المنازل حول فناء واحد
هذا النوع كان شائعا في القرن 19 بسبب زيادة الكثافة في القاهرة التاريخية. تم تصميمه لأكثر من عائلة واحدة، كل عائلة لديها بيت مستقل. المنازل عبارة عن مبنى واحد موزعة حول ساحة مفتوحة وكل منزل له الدرج الخاص به من الفناء والذي يقود إلى الطوابق العليا. في الطوابق العليا يوجد شقتين في كل دورو كل شقة بنيت على مساحة صغيرة من الأرض. -منزل الست ساكنه المنزل هو مثال لهذا النوع.

### المباني السكنية التقليدية
هذا النوع هو مبنى سكني يتكون من اثنين أو ثلاث شقق. مساحة كل واحدة حوالي 30 الي 45 متر مربع ولكن في بعض الحالات كان هناك شقة واحدة في كل طابق. عادة يبدا بناء الشقق من الطوابق العليا فوق الطابق الأرضي. هذا النوع كان مؤشرا على زيادة عدد السكان في المدينة لذلك كان من الضروري بناء هذه الانواع. بيت أبو حسن مثال لهذا النوع.

## قائمة المراجع
1. ↑  AHMED، HEBA FAROUK؛ KAMEL، BASIL (1996). "Cairo: Three Cities, Three Periods, Three Maidans". Built Environment(1978). ج. 22 ع. 2: 104-123. مؤرشف من الأصل في 2016-08-09.
2. ↑  Frst report of activities- July 2010-June 2012. Urban Regeneration Project for Historic Cairo.
3. 1 2  Al-Hamshery، Aosama Mostafa (1987). The effect of the environment on the design of architectural spaces: Cairene houses in Mamluk era. Egypt: Master of science in architectural engineering - Faculty of engineering, Cairo university.
4. 1 2  Hafez، Tamer Yahya Abdel (2005). The influence of a paradigm in shaping the manifestation of architectural expression and urban fabric in the middle ages- A comparative analysis between Gothic and Mamluk Cities. Egypt: Master of science in architectural engineering- Faculty of engineering, Cairo university.
5. ↑  Mohamed، Nermine Abdel Gelil؛ Ali، Waleed Hussein (2014). "Traditional Residential Architecture in Cairo from a Green Architecture Perspective". Arts and Design Studies. ج. 16: 6–26. مؤرشف من الأصل في 2017-11-19.
6. 1 2 3  Raslan، Ehsan (2016). CONCEPT OF DESIGN AT MAMLUK HOUSES IN CAIRO  (12TH AND 14TH CENTURIES). Vienna: SGEM International Scientific Conference on  SOCIAL SCIENCES and ARTS. ص. 181-188.
7. ↑  Williams، Caroline (2005). Islamic monuments in Cairo: The practical guide. ص. 232-235.
8. ↑  Michell، George (1978). Architecture of the Islamic world. UK. ص. 196-197.{{استشهاد بكتاب}}:  صيانة الاستشهاد: مكان بدون ناشر (link)
9. 1 2 3 4  Said، Salah Zaky (2009). 19th century houses of old Cairo quarters.

## روابط خارجية
- http://www.urhcproject.org/